# NGC 6646
NGC 6646 (również PGC 61944 lub UGC 11258) – galaktyka spiralna (Sa), znajdująca się w gwiazdozbiorze Lutni. Odkrył ją William Herschel 26 czerwca 1802 roku.